# Kasteel Staverden
Kasteel Staverden is gelegen aan de Staverdenseweg in Staverden (gemeente Ermelo), in de Nederlandse provincie Gelderland. Het huis en het park bij het huis zijn eigendom van Geldersch Landschap en Kasteelen en voor publiek toegankelijk.
Op een eiland in het park ligt een sokkel met de tekst Lenora 1353.
Het huidige kasteel, inmiddels het vierde, is deels in 1853 en deels in het jaar 1905 gebouwd en bevat zeventiende-eeuwse elementen en is gebouwd op de fundamenten van het vorige kasteel, uit de achttiende eeuw. De zalen op de begane grond zijn gedecoreerd met jugendstilmotieven. Van het middeleeuwse kasteel zijn boven het maaiveld geen resten zichtbaar.

## Geschiedenis
Graaf Reinald I van Gelre bouwde rond 1300 het kasteel en een aantal huizen. Het was zijn bedoeling om Staverden uit te laten groeien tot een stad. Het is echter nooit meer geworden dan een kasteel met wat boerderijen.
Het kasteel werd door de hertogen van Gelre gebruikt als jachtslot. Er woonden leenmannen op Staverden, die het kasteel voor de graaf moesten bewaren en verdedigen. In 1400 wordt Gaedert van Staverden als zodanig genoemd. De leenmannen hadden de verplichting om witte pauwen te houden. Met de veren van deze pauwen werden de helmen van de graaf versierd. Daarom wordt Kasteel Staverden ook wel de 'Witte Pauwenburcht' genoemd.
Einde negentiende eeuw herstelde de toenmalige eigenaar van het kasteel deze traditie. De veren werden niet meer gebruikt voor de helmen, maar jaarlijks aangeboden aan de commissaris van de Koningin en vervolgens in de statenzaal van het provinciehuis gezet. Nog steeds zijn er witte pauwen op Staverden, en worden de veren ieder jaar aangeboden aan de commissaris van de Koning die vervolgens tweejaarlijks (elk even jaar) één witte pauwenveer uitreikt aan een persoon of instelling die zich verdienstelijk heeft gemaakt voor het cultuur- en natuurbehoud van Gelderland.
Het huidige huis werd in 1904-05 gebouwd door Frederik Bernard s'Jacob, oud-burgemeester van Rotterdam en werd na diens dood bewoond door zijn zoon Herman Theodoor s'Jacob. Diens erfgenamen verkochten het goed met het landhuis in 1962 aan de  stichting Het Geldersch Landschap. Het kasteel is daarna jarenlang gebruikt als recreatieoord en hotel/restaurant en na een restauratie in 2008 verkocht. In 2016 kwam het na een faillissement weer in handen van Geldersch Landschap & Kasteelen. Het doet nu onder andere dienst als trouwlocatie.

## Restauratie
In 1999 ging een actie van start om kasteel en tuinen in oude stijl te herstellen. Het torenuurwerk in het koetshuis werd hersteld en de bijzondere houtconstructie van de kap werd op zolder zichtbaar gemaakt. Grote restauraties vonden plaats in de tuinmanswoning en de oranjerie. Verder werd er een nieuw verblijf gebouwd voor de witte pauwen die op het landgoed verblijven. Het project kostte in totaal circa drie miljoen euro en werd in oktober 2007 afgerond. Het is bekostigd met een Europese subsidie van ruim 1,9 miljoen euro, provinciaal geld, een donatie van de Postcodeloterij en middelen uit fondsenwerving. 
Sinds de restauratie is de orangerie ingericht als brasserie en is de tuinmanswoning een woonhuis. Tot aan het faillissement van de particuliere eigenaar konden er in het kasteel en in het koetshuis feesten en partijen gegeven worden. Na de verkoop van het kasteel is dit alleen nog mogelijk in de orangerie en op het terras.
Bij het kasteel bevindt zich een watermolen. De molen was vele jaren als korenmolen in gebruik. Er is een project geweest om er elektriciteit mee op te wekken maar dat was economisch niet haalbaar. In 2014 is een nieuw rad geplaatst. De bovenslagmolen bevindt zich bij de ingang en is van dichtbij in werking te zien.

## Afbeeldingen

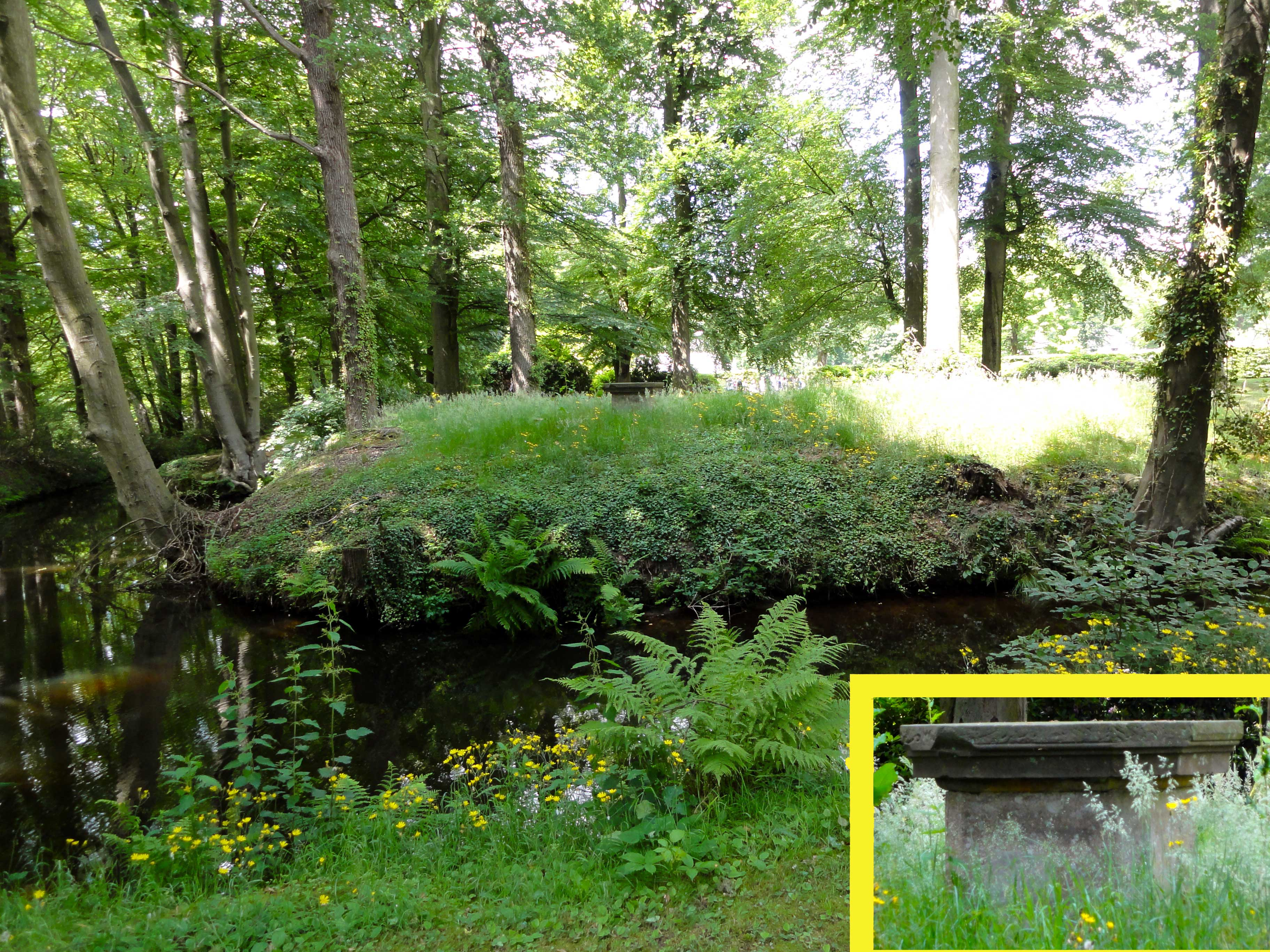
Grafeiland Eleonora met stenen sokkel
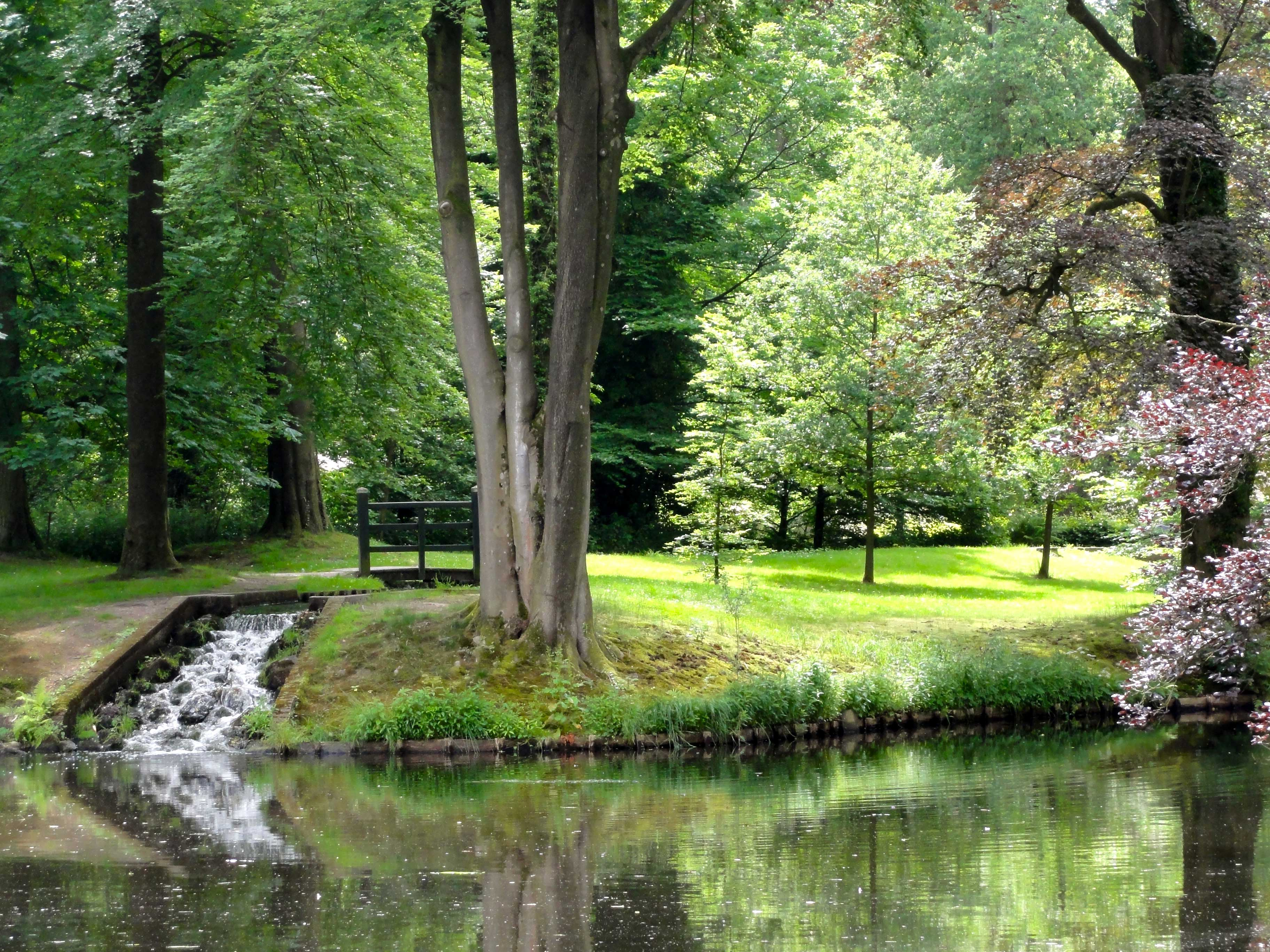
Park Kasteel Staverden
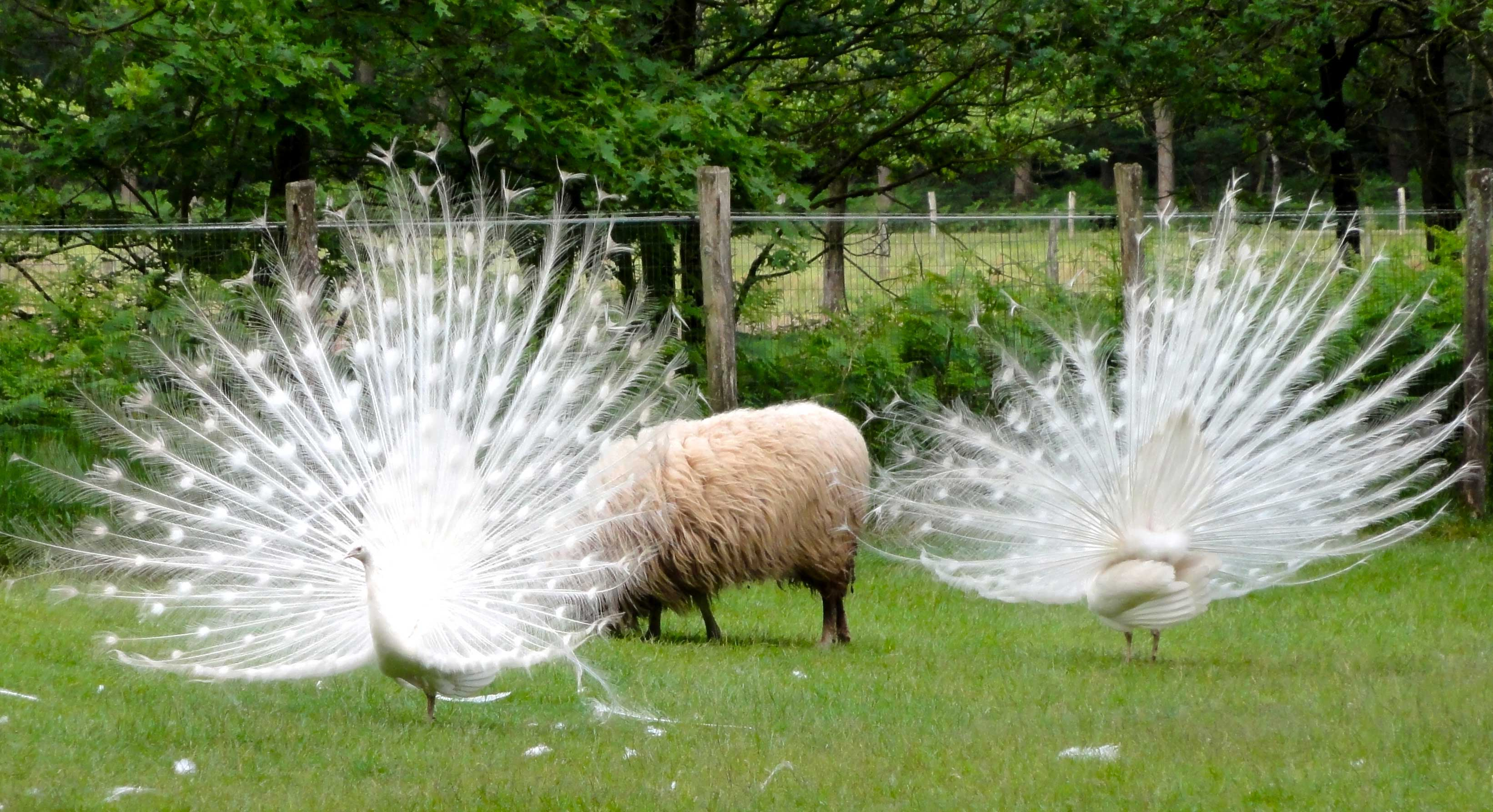
Witte pauwen van het kasteel Staverden
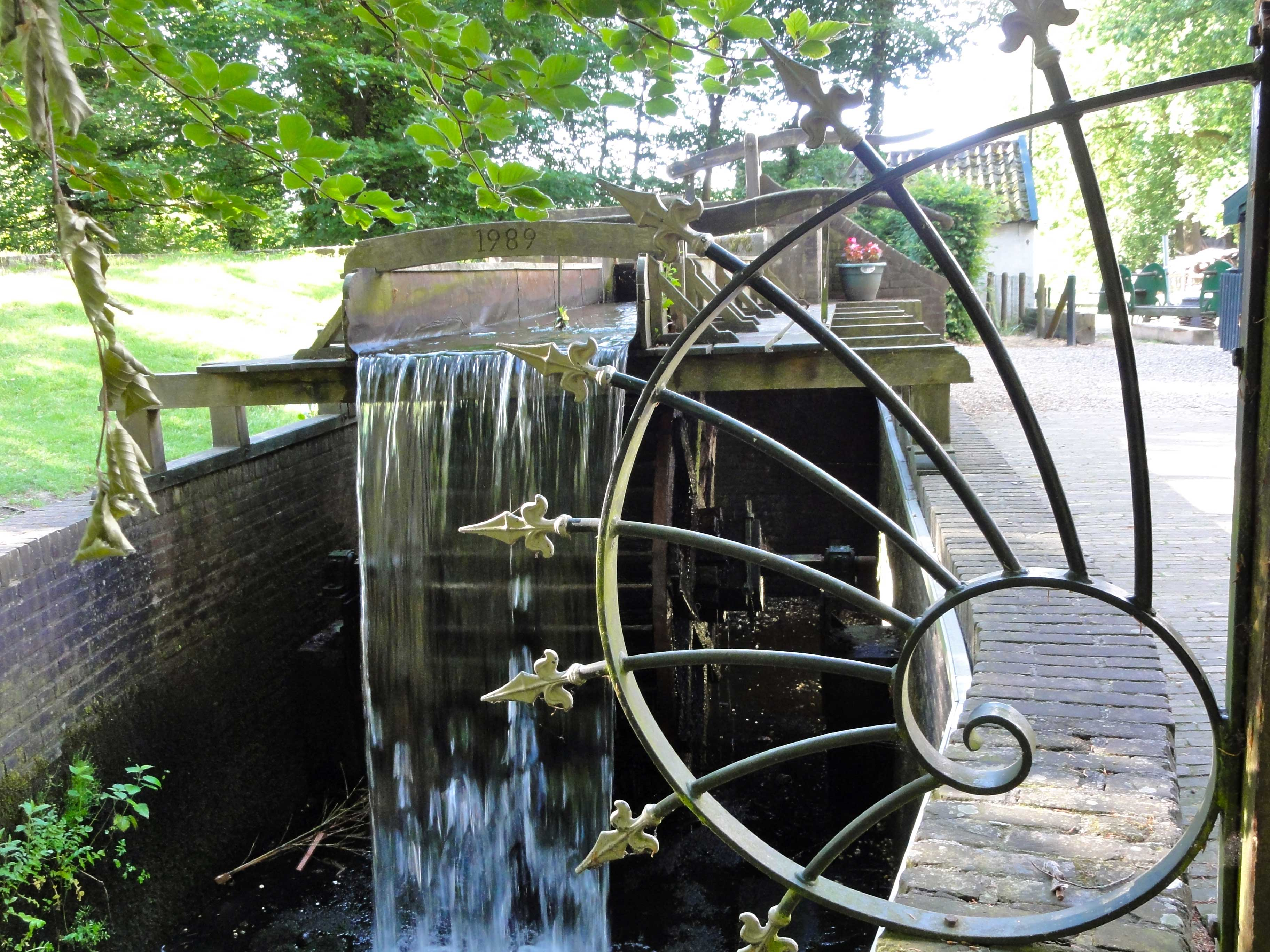
Waterrad bij kasteel Staverden